# Solanum spirale
Solanum spirale är en potatisväxtart som beskrevs av William Roxburgh. Solanum spirale ingår i släktet skattor som ingår i familjen potatisväxter. Inga underarter finns listade i Catalogue of Life.

## Bildgalleri

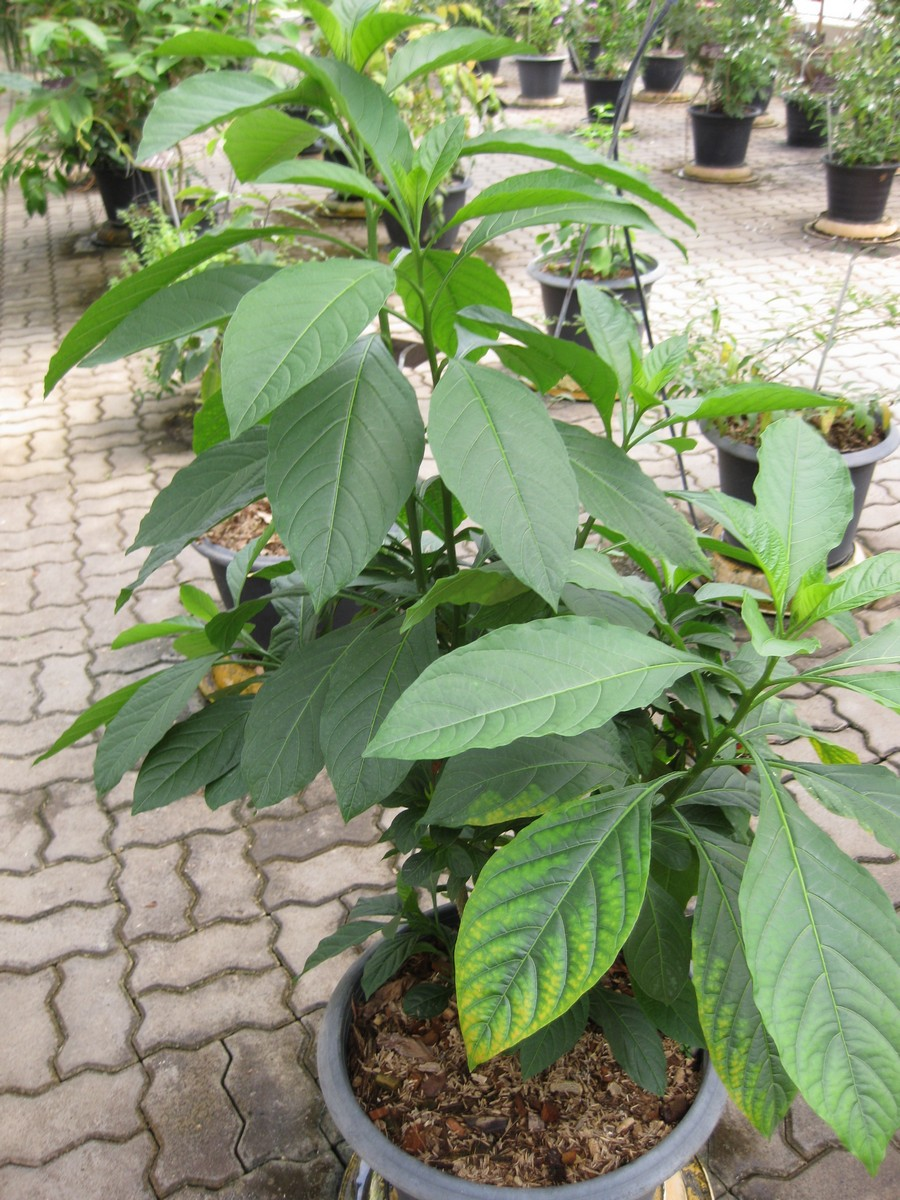
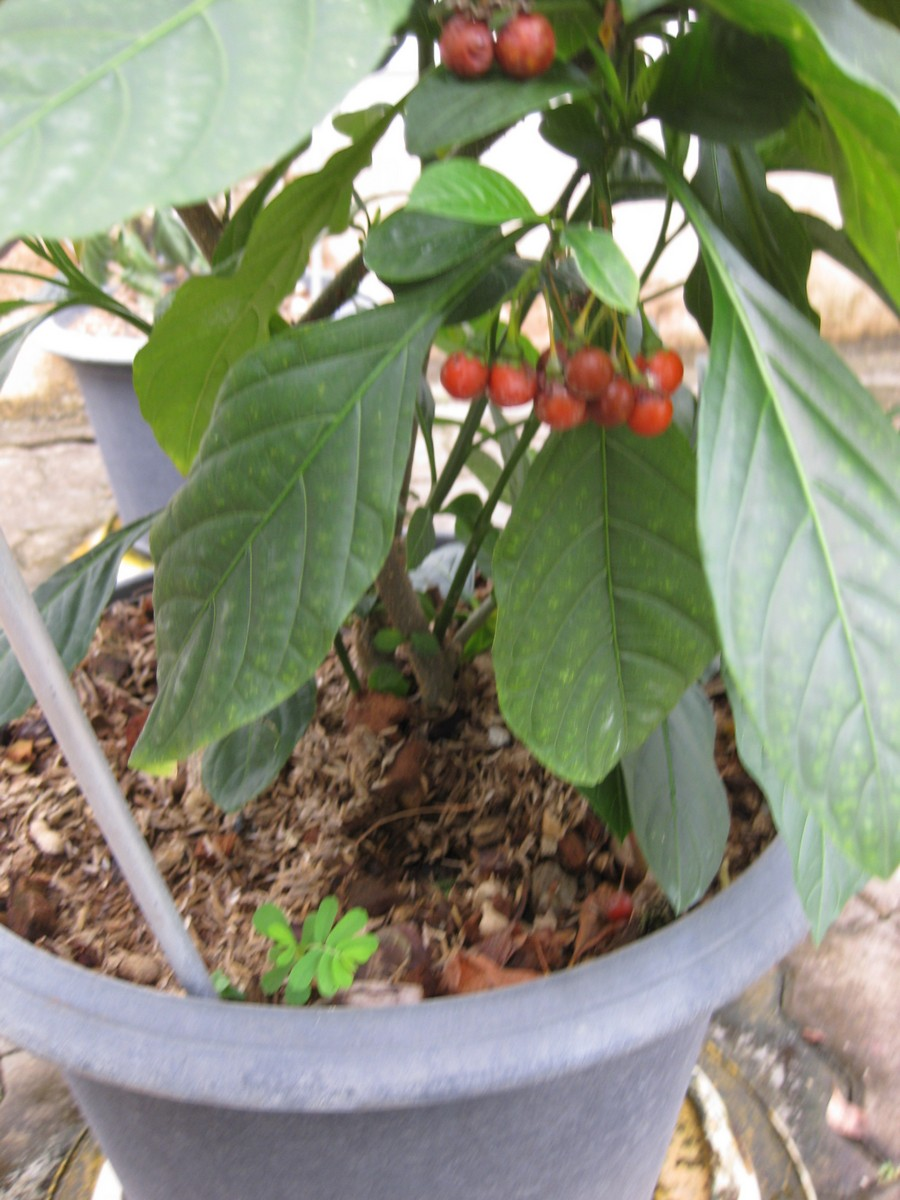
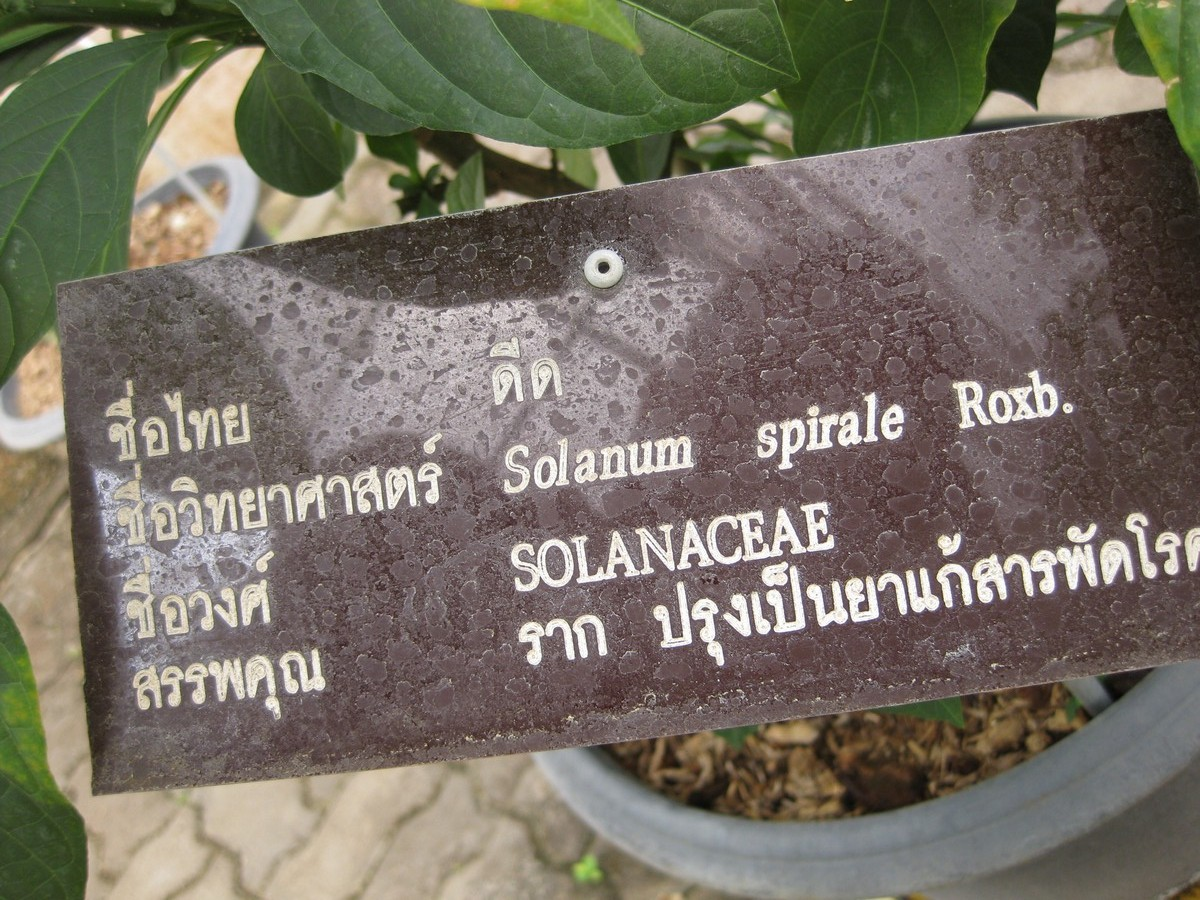